# Lozoya (fiume)

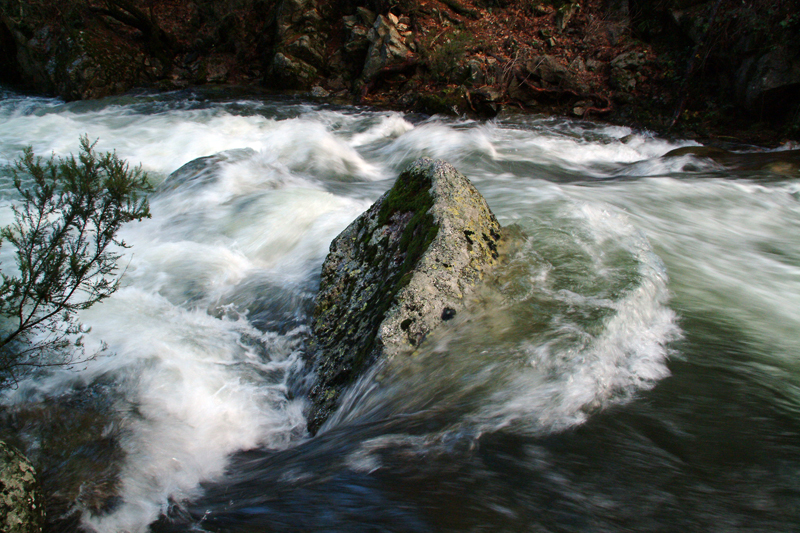
Il Lozoya nel suo alto corso.

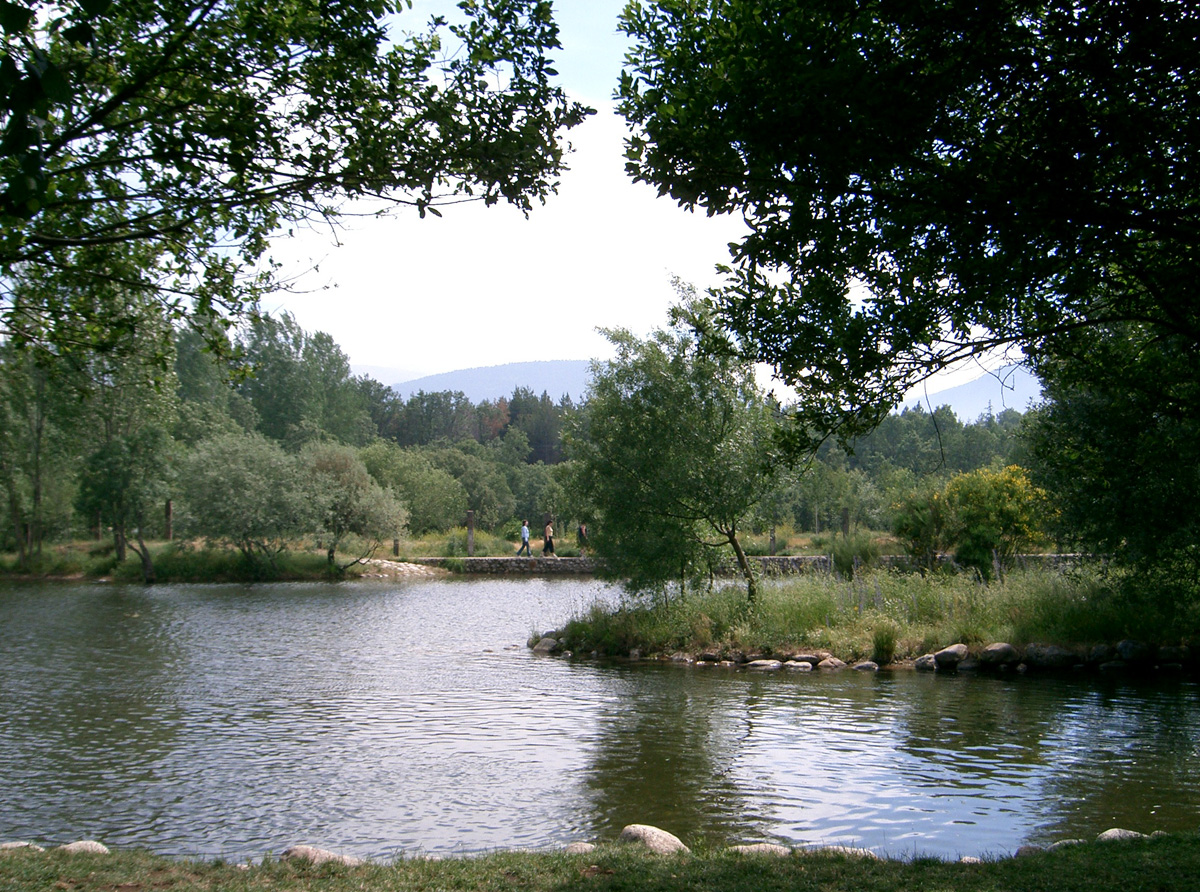
Il Lozoya presso Rascafría.

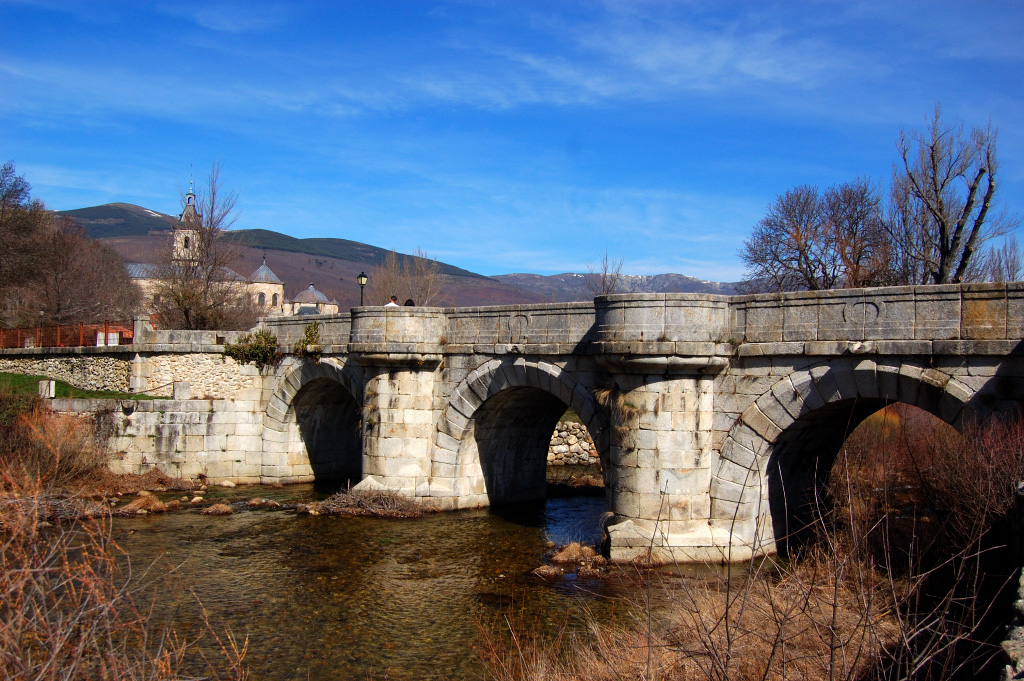
Puente del Perdón (XVIII secolo), a Rascafría.

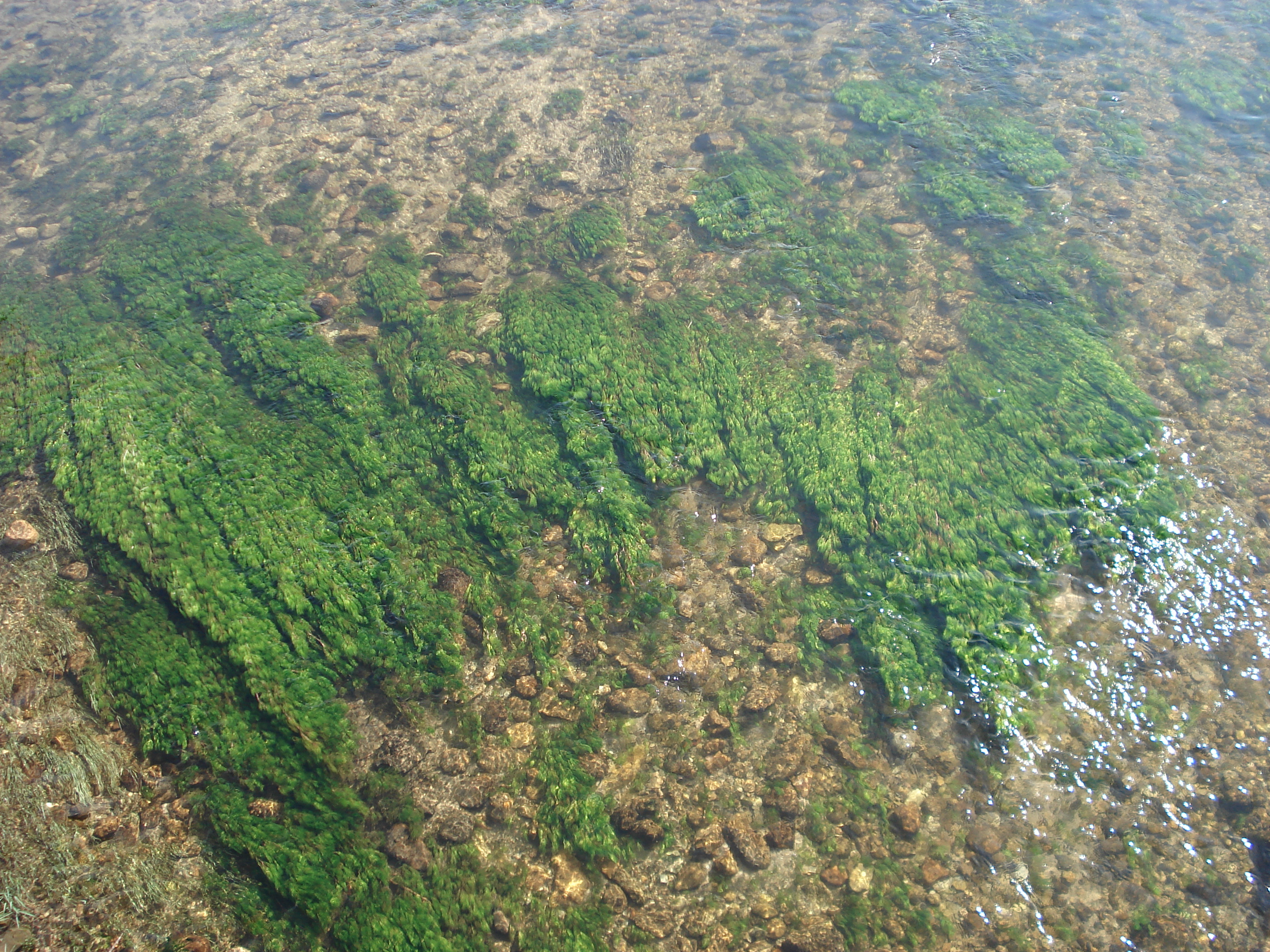
Letto del Lozoya ad Alameda del Valle.

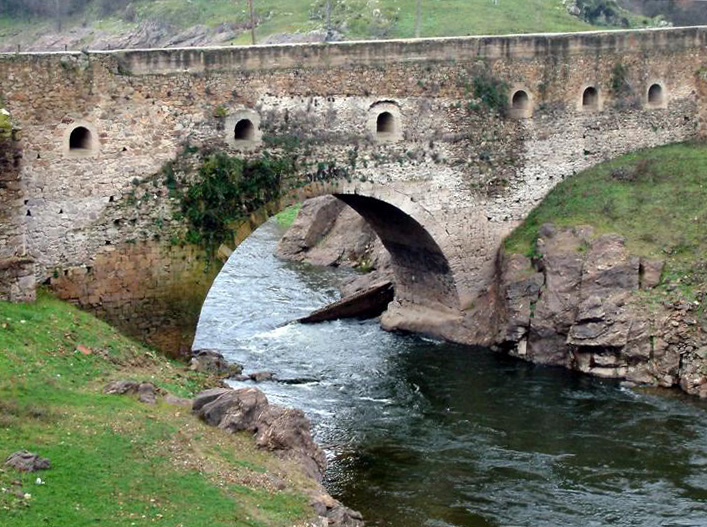
Puente Viejo (XIV secolo), a Buitrago del Lozoya.

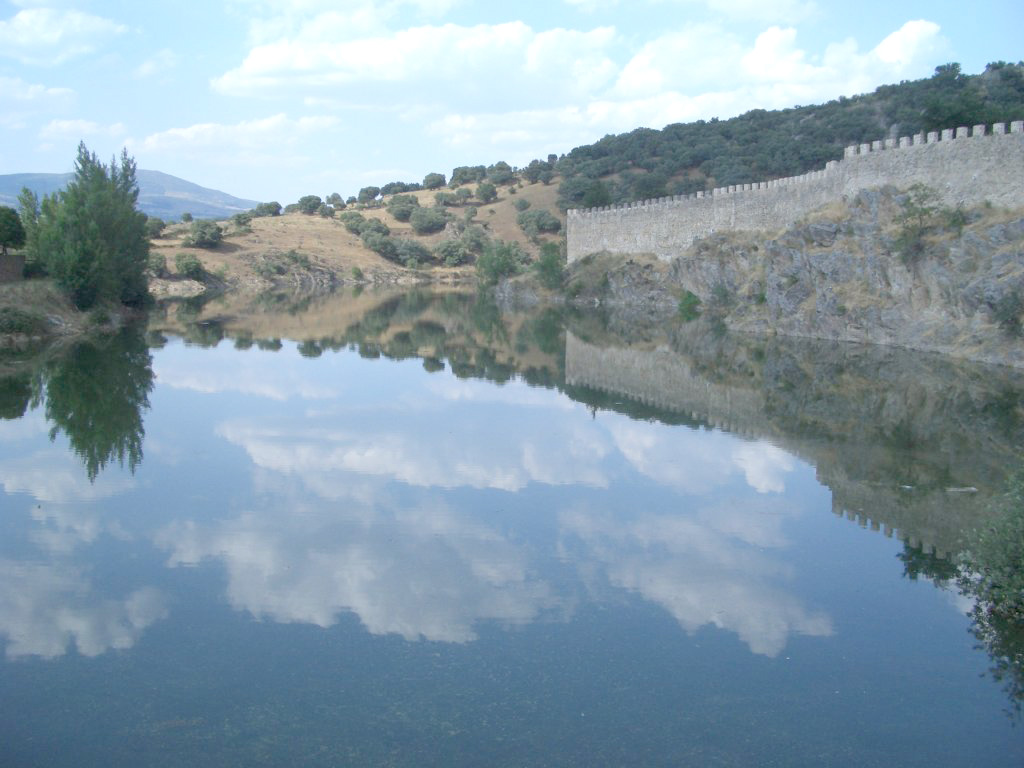
Il Lozoya presso Buitrago.

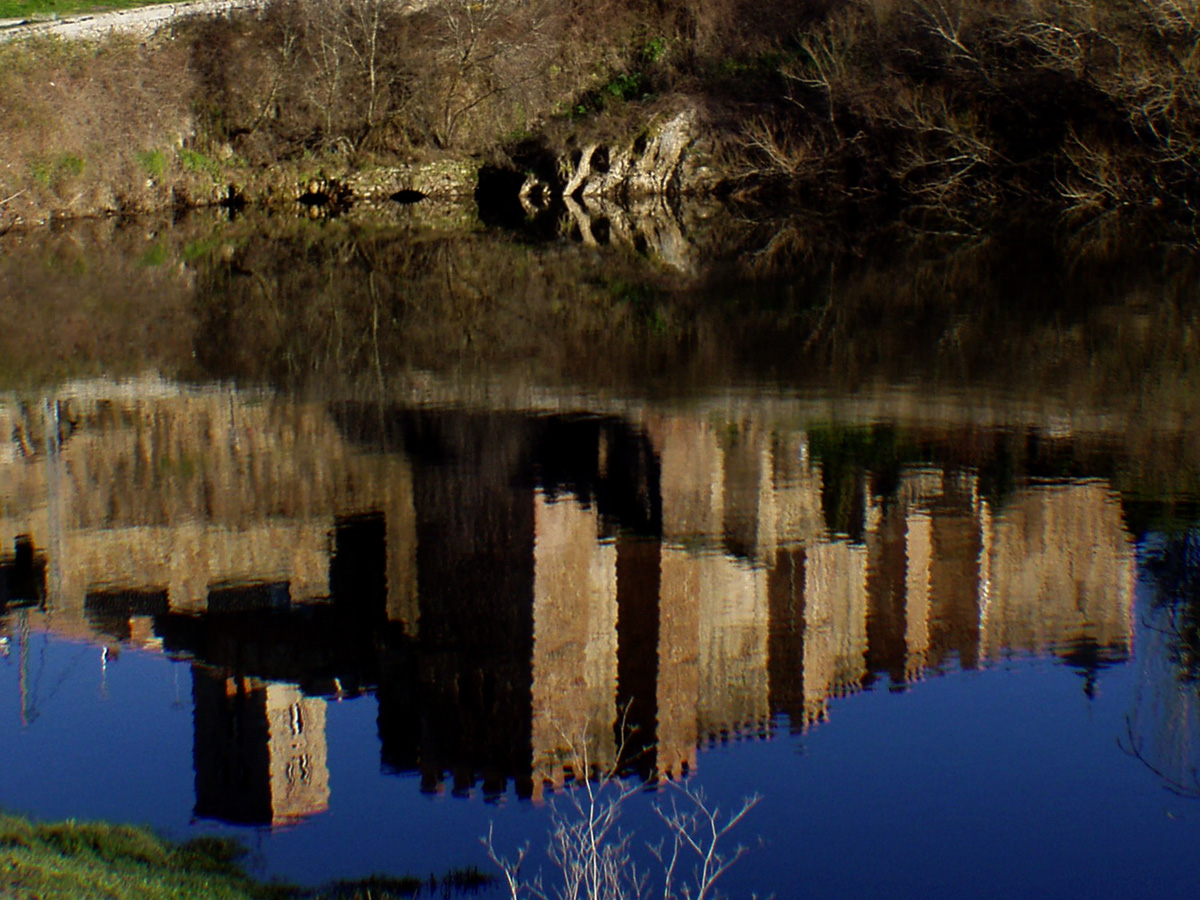
Le mura di Buitrago, riflesse nel Lozoya.

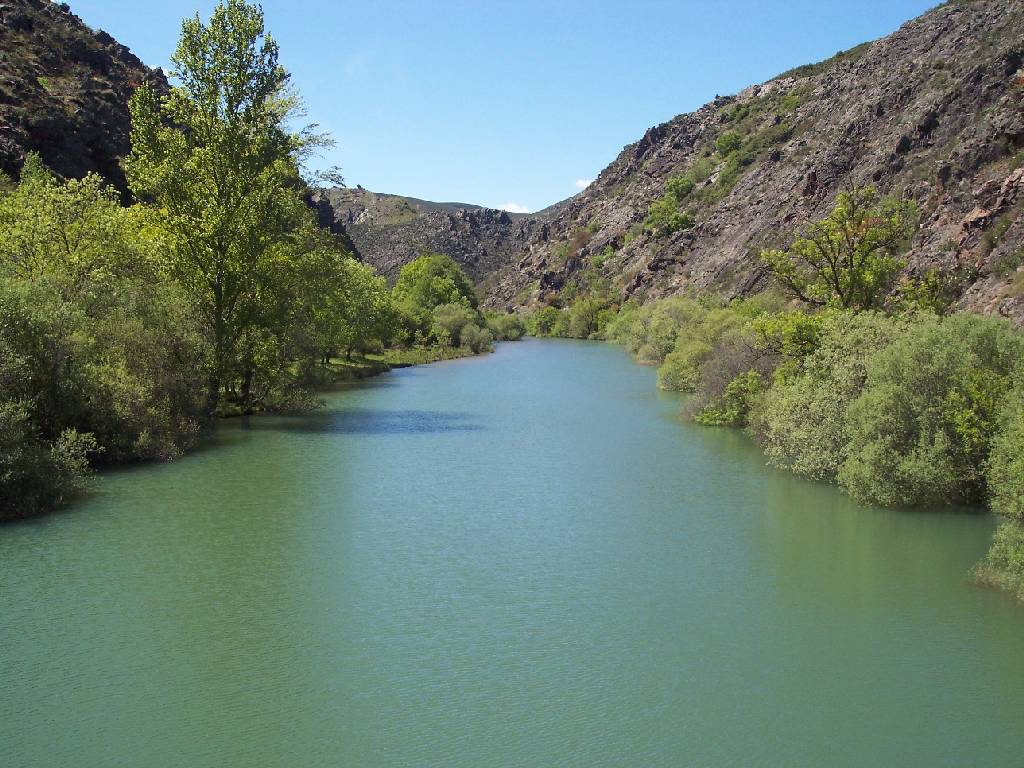
Il Lozoya presso El Atazar.

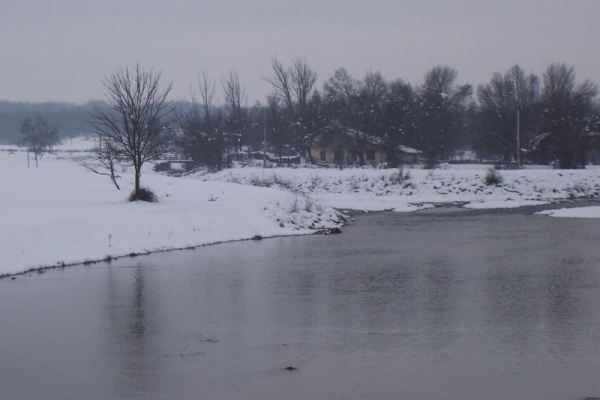
Immagine invernale del fiume.

Il Lozoya è un affluente del Jarama (che a sua volta è tributario del Tago), che attraversa trasversalmente la Comunità di Madrid (Spagna), nella sua parte settentrionale, formando la valle omonima.
Questo fiume, la cui sorgente si trova nel Parco naturale del Peñalara (nel versante madrileno della Sierra de Guadarrama), dove si trovano le montagne più alte della regione, è il principale fornitore di acqua potabile della provincia. La sua acqua è considerata come una di migliore qualità per il consumo umano in Spagna.
Lungo i 91 km del suo corso sono stati ricavati cinque laghi artificiali. Il bacino principale, il lago di El Atazar, è quello di maggior capacità della regione.
Il suo bacino coincide con la comarca della Sierra Norte, che ha una superficie di 1.265 km². Il fiume forma la Valle del Lozoya, la più estesa della Sierra de Guadarrama, dove è situato il comune di Lozoya, che dà nome al fiume.

## Corso
Nel tratto iniziale, dove raccoglie le acque della Laguna de Peñalara (nel territorio comunale di Rascafría), il fiume prende il nome di Angostura. Comincia ad essere identificato come Lozoya quando si unisce ai ruscelli di Cerradillas e Guarramillas. Da sinistra riceve le acque del Peñalara, che scorre nelle antiche morene del ghiacciaio del Peñalara.
Scorre in direzione ovest-est, a differenza della maggior parte dei fiumi della Comunità di Madrid, che scorrono da nord a sud. Il fiume inizialmente attraversa la fossa tettonica compresa tra la sierra de la Cuerda Larga ed i Monti Carpetani, nella zona conosciuta come Valle Alto del Lozoya, dove passa vicino alla certosa di Santa María de El Paular, a Rascafría. All'altezza della certosa è attraversato dal Puente del Perdón, il cui aspetto attuale risale al XVIII secolo.
Successivamente raggiunge Pinilla del Valle e Lozoya, dove si trova la prima diga, quella del lago di Pinilla, a cui tributa anche il río Grande de Horcajo, che nasce a Somosierra. Ad esso seguono, più a valle, il lago di Riosequillo, nel Valle Medio del Lozoya, ed il lago di Puentes Viejas, il primo dei tre nel Valle Bajo del Lozoya. Al termine di quest'ultimo bacino si trova Buitrago del Lozoya, la cui cinta muraria fu costruita nell'Alto medioevo, in uno dei suoi meandri. Buitrago è la località più importante tra quelle attraversate dal fiume.
I laghi di El Villar e di El Atazar si trovano poco più a valle. A questa altezza riceve le acque del río de la Puebla, che prende il nome dal comune di Puebla de la Sierra. Essendo il lago di El Atazar la principale fonte di approvvigionamento idrico per Madrid, la preservazione della qualità dell'acqua è un obiettivo prioritario, che ha portato ad un controllo stretto dell'uso del territorio che lo circonda, tra cui sovvenzioni ai paesi circostanti per limitare l'impatto socioeconomico delle attività produttive.
Nel suo basso corso si trova l'antica diga di Pontón de la Oliva, attualmente in desuso, la prima delle grandi infrastrutture di ingegneria idraulica costruite sul Lozoya (fu progettata nel 1848 e i lavori iniziarono nel 1851). Il Lozoya sbocca nel Jarama, nelle vicinanze di Patones.

## Importanza storica
Il Lozoya fu teatro delle prime opere idrauliche del Canal de Isabel II, a metà del XIX secolo, dirette a garantire il rifornimento di acqua alla città di Madrid, allora in piena espansione demografica. Questo fiume è importante per il rifornimento di acqua potabile non solo della capitale, ma di tutta la Comunità di Madrid.
Il suo bacino comprende l'87% delle risorse idriche della regione. Presenta una capacità di 589 hm³ e, in termini medi storici, è responsabile del 50% del consumo totale della provincia , molto di più del contributo dei bacini del Guadarrama (132 hm³) e del Manzanarre (102 hm³), gli altri più importanti nella fornitura di acqua potabile. Di fatto, il lago di El Atazar è quello di maggiore capacità della regione, con 425,3 hm³, quasi il quadruplo del lago di Valmayor (124,4 hm³), sul fiume Aulencia, situato in seconda posizione.
Oltretutto, l'acqua del Lozoya è considerata, per la sua qualità, una delle migliori di tutta la Spagna, a causa del materiale granitico della sorgente e del letto, che impediscono la filtrazione di residui. Uno studio realizzato dalla Organización de Consumidores y Usuarios (Organizzazione dei consumatori e degli utenti, OCU), nel 1993, la giudica come quella di migliore qualità di tutto il paese per il consumo umano.
Le costruzioni idrauliche del bacino del Lozoya si utilizzano anche per la produzione di energia idroelettrica. Le infrastrutture costruite nel XIX e XX secolo nella Sierra Norte ebbero enormi conseguenze sull'aspetto fisico della comarca. Considerata la sua rilevanza per la somministrazione di acqua ed elettricità alla Comunità di Madrid, la zona è stata poco favorita dal sistema produttivo ed è rimasta ai margini dello sviluppo economico regionale, con grossi problemi di spopolamento. Per questi motivi la comarca è conosciuta anche come Sierra Pobre.

### Il Lozoya ed il Canal de Isabel II
Il Canal de Isabel II, azienda pubblica che gestisce le risorse idriche dei diversi bacini dei fiumi madrileni, nacque per iniziativa della regina Isabella II, come un canale di circa 77 km, che univa il Lozoya con la città di Madrid, precisamente con il deposito di calle de Islas Filipinas. La sua costruzione fu approvata dal Consiglio dei ministri, presieduto da Juan Bravo Murillo, nella riunione del 18 giugno 1851. L'11 agosto dello stesso anno si pose la prima pietra della diga del Pontón de la Oliva, il bacino di captazione del canale.
Le opere di questo canale (chiamato anche Canal del Lozoya) furono specialmente complicate. Furono eseguite da 2.000 operai e 1.500 prigionieri, che contarono sull'aiuto di sole 400 bestie da soma e dei loro attrezzi. Durarono cinque anni, tempestati da infortuni: varie epidemie di colera e febbri colpirono gli operai che, oltretutto, dovettero far fronte a frequenti temporali e piene.
L'arrivo delle acque del Lozoya a Madrid avvenne il 24 giugno 1858, sette anni dopo l'approvazione e due anni dopo la conclusione dei lavori del canale. Si celebrò un atto di inaugurazione ufficiale nell'ampia calle de San Bernardo, con la installazione di una fontana monumentale, ampiamente festeggiato dai madrileni. A partire da quel momento, il Lozoya metteva a disposizione della città di Madrid più di 200 litri di acqua per abitante al giorno.

## Le acque del Lozoya
Le acque del Lozoya derivano dal massiccio del Peñalara, da dove scorrono lungo la fossa tettonica di El Paular. A questa origine granitica si deve il basso contenuto in sali e la qualità dell'acqua, apprezzata sin dall'antichità (prima dell'arrivo del Canal de Isabel II a Madrid si poteva comprare come medicinale).
L'alimentazione in questo tratto del fiume, così come per il Jarama e altri suoi affluenti, è di origine pluviale, ricevendo i maggiori apporti in primavera e autunno. Al riguardo, è importante ricordare l'importanza della copertura vegetale nella ritenzione idrica e nella circolazione sotterranea. In particolare, il cervino e la ginestra delle zone alte hanno un ruolo importantissimo nella regolazione degli apporti ai fiumi.
L'origine del fiume condiziona anche il tipo di sedimenti che trasporta: l'alternarsi di graniti e gneiss produce sabbie di quarzo al decomporsi del resto dei minerali, per cui questo tipo di sedimento è caratteristico di questo fiume, così come del Manzanarre (altro tributario del Jarama, che nasce nel versante sud del Guarramillas, nel Ventisquero de la Condesa e attraversa il massiccio granitico di La Pedriza ed il pedimento arcósico fino a Madrid).
Al contrario, il Jarama deriva da terreni metamorfici, da cui arrivano blocchi di quarzite fino a 25 cm. La presenza di questo tipo di depositi nel letto del Jarama è il motivo del grande interesse economico come fonte di materiali da costruzione.
La faglia di Somosierra, con un salto di quasi 1.500 metri, separa i terreni granitici e di gneiss a ovest (in cui scorrono il Lozoya ed il Manzanarre), dagli scisti e quarziti ad est (che formano il bacino di drenaggio del Jarama).

## Curiosità
- L'acqua del Lozoya ha fama internazionale. È servita anche come ispirazione ad alcune opere letterarie, come l'opera teatrale El agua del Lozoya, di Arnold y Bach, del 1923.
- Frasi fatte come agua del Lozoya, agua del Canal o agua de Madrid sono utilizzate dai madrileni come garanzia di qualità e buona salute.
- Nonostante la fama del Lozoya, alcuni proverbi mettono in dubbio quanto il fiume sia veramente conosciuto. Da qui l'espressione popolare: el Lozoya lleva el agua y el Jarama la fama (Il Lozoya porta l'acqua, il Jarama la fama).